# Jérôme Boateng
Jérôme Agyenim Boateng (West-Berlijn, 3 september 1988) is een Duits voetballer van deels Ghanese afkomst die doorgaans als centrale verdediger speelt. Hij tekende in 2024  bij LASK Linz. Boateng debuteerde in 2009 in het Duits voetbalelftal. Hij is een jongere halfbroer van Kevin-Prince Boateng, die ook half-Duits is, maar voor het Ghanees voetbalelftal koos.

## Clubcarrière

### Hertha BSC
Boateng speelde in de jeugd bij Tennis Borussia Berlin, alvorens hij zich in 2002 aansloot bij de opleiding van Hertha BSC. Bij de club uit zijn geboorteplaats speelde hij eerst een seizoen bij de beloften, voordat hij zich aan kon sluiten bij het eerste elftal. Op 31 januari 2007 debuteerde hij, toen Hertha op bezoek bij Hannover 96 met 5-0 verloor. Boateng speelde het gehele duel als rechtsback. In het restant van het seizoen speelde hij op slechts achttienjarige leeftijd nog negen andere competitiewedstrijden. In de zomer van 2007 werd de verdediger gelinkt aan Hamburger SV, waardoor hij geen vernieuwde verbintenis wilde ondertekenen bij Hertha.

### Hamburger SV

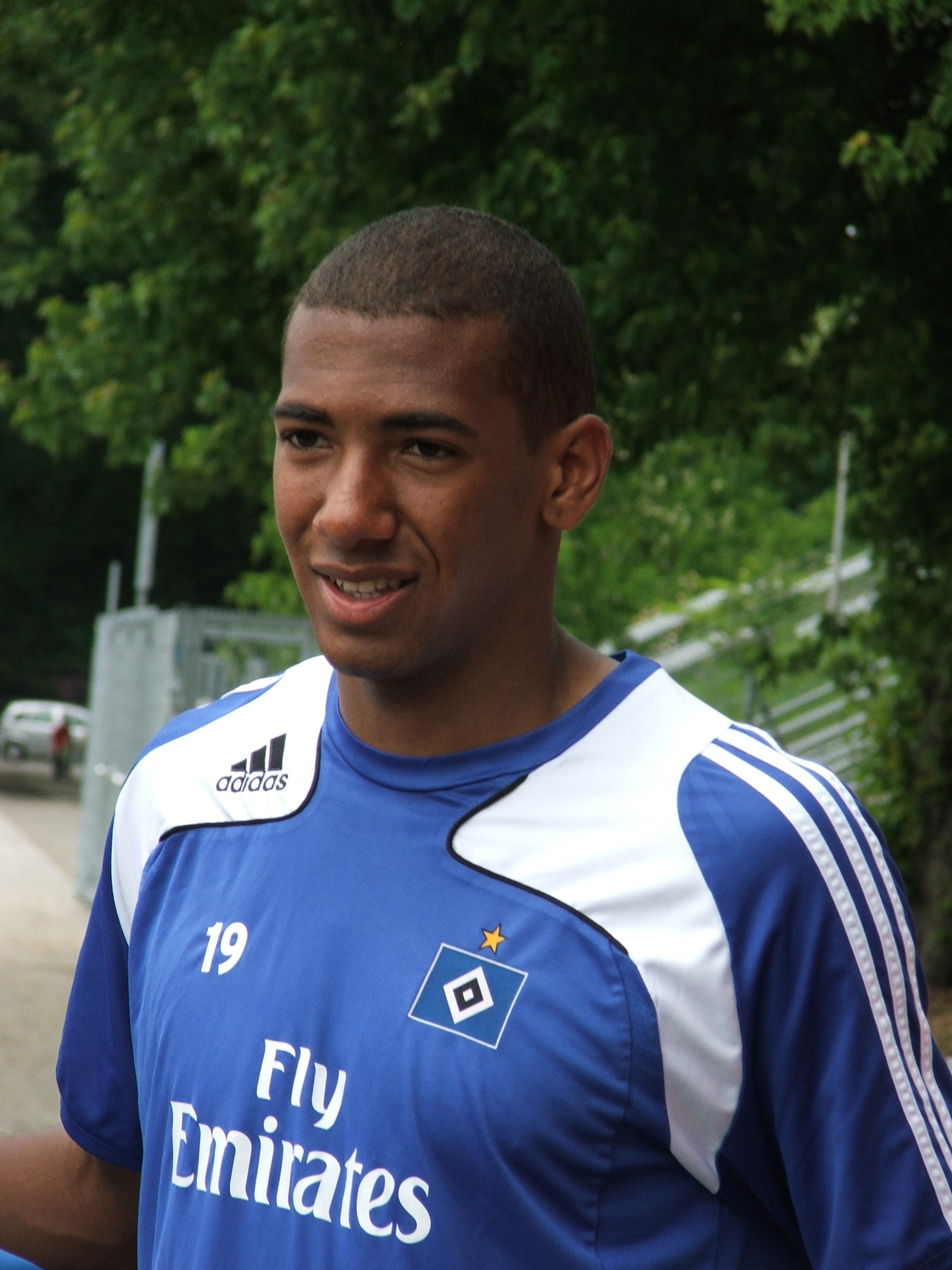
Boateng bij Hamburger SV in 2009

Op 21 augustus 2007 werd de definitieve overgang van Boateng naar Hamburger SV beklonken. De Noord-Duitse club betaalde circa 1,1 miljoen euro voor zijn diensten. Boateng tekende een verbintenis voor vijf seizoen in Hamburg. Bij HSV werkte Boateng zich op tot vaste waarde en hij veroverde met zijn spel tevens een plek in de nationale selectie voor het WK 2010. In zijn tweede en derde seizoen wist HSV de halve finales van de UEFA Europa League te bereiken.

### Manchester City
Boateng besloot in 2010 naar het buitenland te vertrekken. Op 5 juni werd bekendgemaakt dat Manchester City FC hem had aangetrokken voor circa 12,5 miljoen euro. Opnieuw tekende Boateng voor vijf jaar bij zijn nieuwe club. Hij was een van de vele aankopen van Manchester City deze zomer, samen met Aleksandar Kolarov, James Milner, Yaya Touré, David Silva, Mario Balotelli en Edin Džeko. Voor deze zeven spelers werd in totaal ruim 182 miljoen euro betaald.
Boateng debuteerde voor The Citizens op 25 september 2010. Op die dag werd met 1-0 gewonnen van Chelsea FC en Boateng mocht van coach Roberto Mancini twee minuten voor tijd invallen voor Dedryck Boyata. Vijf dagen later, tijdens het thuisduel met Juventus FC (1-1), stond de Duitser voor het eerst in de basisopstelling. Hij speelde het gehele duel als rechtsback. Tijdens zijn eerste seizoen bij Manchester City won Boateng met de club de FA Cup. Tijdens de finale tegen Stoke City FC zat hij echter niet in de selectie.

### Bayern München
In juni 2011 maakte Boateng kenbaar de overstap te willen maken naar FC Bayern München. In Manchester speelde hij als rechtsback, maar hij hoopte in Zuid-Duitsland vaker als centrumverdediger in actie te komen, zodat hij ook in het nationale team op die plek kon spelen. Op 14 juli 2011 werd de transfer definitief. Net als bij Hamburger SV en Manchester City kreeg Boateng het rugnummer 17 in Beieren. Hij tekende voor vier jaar.
Boateng debuteerde op 6 augustus, toen in eigen huis met 0-1 verloren werd van Borussia Mönchengladbach. Hij begon als centrumverdediger en werd een kwartier voor tijd gewisseld voor aanvaller Nils Petersen. Op 9 maart 2013 maakte hij pas zijn eerste doelpunt ooit in de Bundesliga, tegen Fortuna Düsseldorf (3-2 winst). Tijdens dit duel maakte hij op aangeven van Philipp Lahm met een kopbal de beslissende treffer. Op 11 december 2013 verlengde Boateng zijn verbintenis bij Bayern tot medio 2018.

### Olympique Lyonnais
Op 1 september 2021 tekende Boateng een tweejarig contract bij het Franse Olympique Lyonnais, dat hem transfervrij overnam.

### Salernitana
In februari 2024 tekende hij bij Salernitana. Nadat de club dat seizoen degradeerde werd hij transfervrij.

### LASK Linz
In mei 2024 tekende Boateng een tweejarig contract bij het Oostenrijkse LASK Linz.

## Clubstatistieken
| Seizoen        | Club            | Competitie     | Competitie | Competitie | Beker | Beker | Internationaal | Internationaal | Totaal | Totaal |
| Seizoen        | Club            | Competitie     | Wed.       | Dlp.       | Wed.  | Dlp.  | Wed.           | Dlp.           | Wed.   | Dlp.   |
| -------------- | --------------- | -------------- | ---------- | ---------- | ----- | ----- | -------------- | -------------- | ------ | ------ |
| 2006/07        | Hertha BSC      | Bundesliga     | 10         | 0          | 1     | 0     | —              | —              | 11     | 0      |
| 2007/08        | Hamburger SV    | Bundesliga     | 27         | 0          | 3     | 0     | 7              | 0              | 37     | 0      |
| 2008/09        | Hamburger SV    | Bundesliga     | 21         | 0          | 5     | 0     | 9              | 0              | 35     | 0      |
| 2009/10        | Hamburger SV    | Bundesliga     | 27         | 0          | 1     | 0     | 13             | 2              | 41     | 2      |
| 2010/11        | Manchester City | Premier League | 16         | 0          | 3     | 0     | 5              | 0              | 24     | 0      |
| 2011/12        | Bayern München  | Bundesliga     | 27         | 0          | 6     | 0     | 15             | 0              | 48     | 0      |
| 2012/13        | Bayern München  | Bundesliga     | 26         | 2          | 5     | 0     | 9              | 0              | 40     | 2      |
| 2013/14        | Bayern München  | Bundesliga     | 25         | 1          | 6     | 0     | 12             | 0              | 43     | 1      |
| 2014/15        | Bayern München  | Bundesliga     | 27         | 0          | 6     | 0     | 11             | 3              | 44     | 3      |
| 2015/16        | Bayern München  | Bundesliga     | 19         | 0          | 5     | 0     | 7              | 0              | 31     | 0      |
| 2016/17        | Bayern München  | Bundesliga     | 13         | 0          | 2     | 0     | 6              | 0              | 21     | 0      |
| 2017/18        | Bayern München  | Bundesliga     | 19         | 1          | 3     | 1     | 9              | 0              | 31     | 2      |
| 2018/19        | Bayern München  | Bundesliga     | 20         | 0          | 3     | 0     | 5              | 0              | 28     | 0      |
| 2019/20        | Bayern München  | Bundesliga     | 24         | 0          | 5     | 0     | 9              | 0              | 38     | 0      |
| 2020/21        | Bayern München  | Bundesliga     | 29         | 1          | 1     | 0     | 9              | 1              | 39     | 2      |
| 2021/22        | Olympique Lyon  | Ligue 1        | 24         | 0          | 0     | 0     | 3              | 0              | 27     | 0      |
| 2022/23        | Olympique Lyon  | Ligue 1        | 8          | 0          | 0     | 0     | —              | —              | 8      | 0      |
| 2023/24        | Salernitana     | Serie A        | 7          | 0          | 0     | 0     | —              | —              | 7      | 0      |
| 2024/25        | LASK            | Bundesliga     | 6          | 0          | 0     | 0     | 4              | 0              | 10     | 0      |
| Carrièretotaal | Carrièretotaal  | Carrièretotaal | 375        | 5          | 55    | 0     | 133            | 6              | 563    | 11     |

Bijgewerkt t/m 9 april 2025.

## Interlandcarrière

### WK 2010
Boateng speelde vijftien wedstrijden voor Duitsland –21, waarin hij één doelpunt wist te maken. Tevens won hij met dat elftal het EK onder 21 in 2009. Op 10 oktober 2009 debuteerde hij voor het Duits voetbalelftal, tegen Rusland (0-1 winst). De verdediger mocht van bondscoach Joachim Löw in de basis beginnen. In de tweede helft werd hij echter door scheidsrechter Massimo Busacca met zijn tweede gele kaart van het veld gestuurd. Hij werd hiermee de eerste Duitse international ooit die bij zijn debuut van het veld gestuurd werd.
Op 1 juni 2010 werd Boateng door Löw opgenomen in de Duitse selectie voor het WK 2010. Hij speelde op 23 juni tegen Ghana, waarbij hij uitkwam tegen zijn halfbroer Kevin-Prince. Duitsland won het duel met 0-1 en het was de eerste keer dat twee broers tegen elkaar speelde op een wereldkampioenschap. In de wedstrijd om de derde plaats tegen Uruguay (2-3 winst) gaf hij de assist op de tweede Duitse goal van Marcell Jansen. Zijn toenmalige clubgenoten Marcell Jansen, Dennis Aogo, Piotr Trochowski (allen eveneens Duitsland), Joris Mathijsen, Eljero Elia (beiden Nederland) en Guy Demel (Ivoorkust) waren ook actief op het toernooi.

### EK 2012

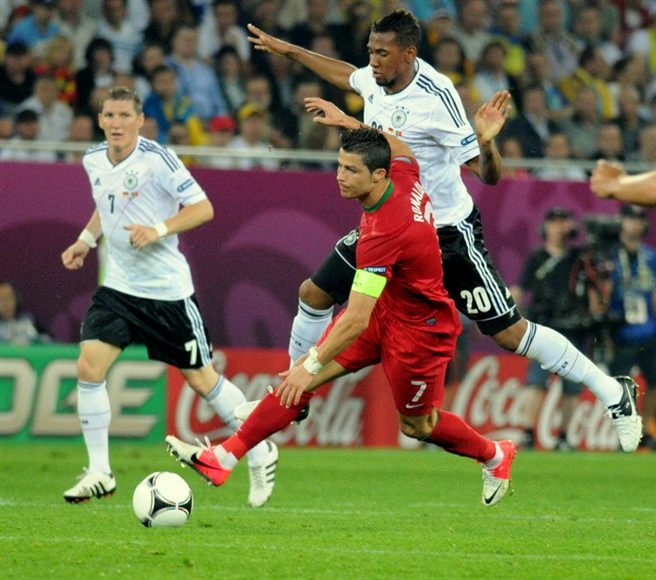
Boateng (rechts) in duel met Cristiano Ronaldo van Portugal

Boateng bleef na het WK een vaste waarde in het Duitse team en ook op het EK 2012 werd hij opgenomen in de selectie door Löw. Tijdens het toernooi speelde Boateng als rechtsachter in een defensie met Philipp Lahm, Mats Hummels en Holger Badstuber als collega's. In de halve finale verloor die Mannschaft met 1–2 van Italië. Zijn toenmalige clubgenoten Arjen Robben (Nederland), Manuel Neuer, Holger Badstuber, Philipp Lahm, Bastian Schweinsteiger, Toni Kroos, Mario Gómez en Thomas Müller (allen eveneens Duitsland), Danijel Pranjić (Kroatië), Anatoli Tymosjtsjoek (Oekraïne) en Franck Ribéry (Frankrijk) waren ook actief op het toernooi.

### WK 2014
Ook op het WK 2014 in Brazilië was Boateng opgenomen in de definitieve selectie. Boateng speelde alle zeven wedstrijden mee. Zo kwam hij opnieuw uit tegen zijn broer, toen met 2-2 gelijkgespeeld werd tegen Ghana, en speelde hij negentig minuten mee toen met liefst 1-7 gewonnen werd van gastland Brazilië in de halve finale. Op 13 juli kroonde Duitsland zich tot wereldkampioen, na in de finale met 0-1 gewonnen te hebben van Argentinië. Boateng speelde hier een cruciale rol in door 83 procent van zijn duels te winnen. Waar de FIFA koos voor doelpuntenmaker Mario Götze als man van de wedstrijd, verkozen diverse media Boateng. Zijn toenmalige clubgenoten Dante (Brazilië), Mario Mandžukić (Kroatië), Arjen Robben (Nederland), Javier Martínez (Spanje), Xherdan Shaqiri (Zwitserland), Manuel Neuer, Philipp Lahm, Bastian Schweinsteiger, Toni Kroos, Mario Götze en Thomas Müller (allen eveneens Duitsland), Julian Green (Verenigde Staten), en Daniel Van Buyten (België) waren ook actief op het toernooi.

### EK 2016
Boateng nam in juni 2016 met het Duits voetbalelftal deel aan het EK 2016. Nadat hij met zijn ploeggenoten op de eerste plaats eindigde in een poule met Oekraïne, Polen en Noord-Ierland, won Duitsland in de achtste finale met 3-0 van Slowakije. Boateng maakte die wedstrijd in zijn 63ste interland zijn eerste doelpunt in het nationale elftal, de 1-0. Toni Kroos trapte een corner van links, die Milan Škriniar in eerste instantie wegkopte. Boateng schoot de afvallende bal vervolgens vanaf ongeveer twintig meter ineens vanuit de lucht op het Slowaakse doel, waarna die via de voet van Škriniar in de linkerhoek ging. Duitsland werd in de halve finale uitgeschakeld door Frankrijk (0-2), na in de eerdere twee knock-outwedstrijden Slowakije en Italië (1-1, 6-5 na strafschoppen) te hebben verslagen. In de wedstrijd tegen Frankrijk haakte Boateng na een uur geblesseerd af; Shkodran Mustafi was zijn vervanger.

### WK 2018
Boateng maakte eveneens deel uit van de Duitse selectie, die onder leiding van bondscoach Joachim Löw deelnam aan de WK-eindronde 2018 in Rusland. Daar werd Die Mannschaft voortijdig uitgeschakeld. De ploeg strandde in de groepsfase, voor het eerst sinds het wereldkampioenschap 1938, na nederlagen tegen Mexico (0-1) en Zuid-Korea (0-2). In groep F werd alleen van Zweden (2-1) gewonnen, al kwam die zege pas tot stand in de blessuretijd. Boateng speelde mee in twee van de groepswedstrijden. In het duel tegen Zweden kreeg hij in de 82ste minuut de rode kaart van scheidsrechter Szymon Marciniak na een tweede gele kaart, waardoor de Duitsers de wedstrijd met tien man moesten beëindigen. Boateng was daardoor geschorst voor het afsluitende duel tegen de Zuid-Koreanen.
Op 5 maart 2019 werd bekend dat Boateng niet meer op een uitnodiging van Löw hoefde te rekenen. Hetzelfde gold ook voor zijn Bayern München ploeggenoten Mats Hummels en Thomas Müller.
| Interlands van Jérôme Boateng voor Duitsland | Interlands van Jérôme Boateng voor Duitsland | Interlands van Jérôme Boateng voor Duitsland | Interlands van Jérôme Boateng voor Duitsland | Interlands van Jérôme Boateng voor Duitsland | Interlands van Jérôme Boateng voor Duitsland |
| №                                            | Datum                                        | Wedstrijd                                    | Uitslag                                      | Competitie                                   | Goals                                        |
| Als speler bij Hamburger SV                  | Als speler bij Hamburger SV                  | Als speler bij Hamburger SV                  | Als speler bij Hamburger SV                  | Als speler bij Hamburger SV                  | Als speler bij Hamburger SV                  |
| -------------------------------------------- | -------------------------------------------- | -------------------------------------------- | -------------------------------------------- | -------------------------------------------- | -------------------------------------------- |
| 1.                                           | 10 oktober 2009                              | Rusland – Duitsland                          | 0 – 1                                        | Kwalificatie WK 2010                         |                                              |
| 2.                                           | 18 november 2009                             | Duitsland – Ivoorkust                        | 2 – 2                                        | Vriendschappelijk                            |                                              |
| 3.                                           | 3 maart 2010                                 | Duitsland – Argentinië                       | 0 – 1                                        | Vriendschappelijk                            |                                              |
| 4.                                           | 13 mei 2010                                  | Duitsland – Malta                            | 3 – 0                                        | Vriendschappelijk                            |                                              |
| 5.                                           | 29 mei 2010                                  | Hongarije – Duitsland                        | 0 – 3                                        | Vriendschappelijk                            |                                              |
| 6.                                           | 23 juni 2010                                 | Ghana – Duitsland                            | 0 – 1                                        | Vriendschappelijk                            |                                              |
| 7.                                           | 27 juni 2010                                 | Engeland – Duitsland                         | 1 – 4                                        | Vriendschappelijk                            |                                              |
| 8.                                           | 3 juli 2010                                  | Argentinië – Duitsland                       | 0 – 4                                        | WK 2010                                      |                                              |
| 9.                                           | 7 juli 2010                                  | Duitsland – Spanje                           | 0 – 1                                        | WK 2010                                      |                                              |
| 10.                                          | 10 juli 2010                                 | Uruguay – Duitsland                          | 2 – 3                                        | WK 2010                                      |                                              |
| Als speler bij Manchester City FC            |                                              |                                              |                                              |                                              |                                              |
| 11.                                          | 11 augustus 2010                             | Denemarken – Duitsland                       | 2 – 2                                        | Vriendschappelijk                            |                                              |
| 12.                                          | 17 november 2010                             | Zweden – Duitsland                           | 0 – 0                                        | Vriendschappelijk                            |                                              |
| 13.                                          | 9 februari 2011                              | Duitsland – Italië                           | 1 – 1                                        | Vriendschappelijk                            |                                              |
| Als speler van FC Bayern München             |                                              |                                              |                                              |                                              |                                              |
| 14.                                          | 10 augustus 2011                             | Duitsland – Brazilië                         | 3 – 2                                        | Vriendschappelijk                            |                                              |
| 15.                                          | 2 september 2011                             | Duitsland – Oostenrijk                       | 6 – 2                                        | Kwalificatie EK 2012                         |                                              |
| 16.                                          | 6 september 2011                             | Polen – Duitsland                            | 2 – 2                                        | Vriendschappelijk                            |                                              |
| 17.                                          | 7 oktober 2011                               | Turkije – Duitsland                          | 1 – 3                                        | Kwalificatie EK 2012                         |                                              |
| 18.                                          | 11 november 2011                             | Oekraïne – Duitsland                         | 3 – 3                                        | Vriendschappelijk                            |                                              |
| 19.                                          | 15 november 2011                             | Duitsland – Nederland                        | 3 – 0                                        | Vriendschappelijk                            |                                              |
| 20.                                          | 29 februari 2012                             | Duitsland – Frankrijk                        | 1 – 2                                        | Vriendschappelijk                            |                                              |
| 21.                                          | 31 mei 2012                                  | Duitsland – Israël                           | 2 – 0                                        | Vriendschappelijk                            |                                              |
| 22.                                          | 9 juni 2012                                  | Duitsland – Portugal                         | 1 – 0                                        | EK 2012                                      |                                              |
| 23.                                          | 13 juni 2012                                 | Duitsland – Nederland                        | 2 – 1                                        | EK 2012                                      |                                              |
| 24.                                          | 22 juni 2012                                 | Duitsland – Griekenland                      | 4 – 2                                        | EK 2012                                      |                                              |
| 25.                                          | 28 juni 2012                                 | Duitsland – Italië                           | 1 – 2                                        | EK 2012                                      |                                              |
| 26.                                          | 15 augustus 2012                             | Duitsland – Argentinië                       | 1 – 3                                        | Vriendschappelijk                            |                                              |
| 27.                                          | 12 oktober 2012                              | Ierland - Duitsland                          | 1 – 6                                        | Kwalificatie WK 2014                         |                                              |
| 28.                                          | 16 oktober 2012                              | Duitsland - Zweden                           | 4 – 4                                        | Kwalificatie WK 2014                         |                                              |
| 29.                                          | 26 maart 2013                                | Duitsland - Kazachstan                       | 4 – 1                                        | Kwalificatie WK 2014                         |                                              |
| 30.                                          | 14 augustus 2013                             | Duitsland – Paraguay                         | 3 – 3                                        | Vriendschappelijk                            |                                              |
| 31.                                          | 6 september 2013                             | Duitsland - Oostenrijk                       | 3 – 0                                        | Kwalificatie WK 2014                         |                                              |
| 32.                                          | 10 september 2013                            | Faeröer - Duitsland                          | 0 – 3                                        | Kwalificatie WK 2014                         |                                              |
| 33.                                          | 11 oktober 2013                              | Duitsland - Ierland                          | 3 – 0                                        | Kwalificatie WK 2014                         |                                              |
| 34.                                          | 15 oktober 2013                              | Zweden - Duitsland                           | 3 – 5                                        | Kwalificatie WK 2014                         |                                              |
| 35.                                          | 15 november 2013                             | Italië – Duitsland                           | 1 – 1                                        | Vriendschappelijk                            |                                              |
| 36.                                          | 19 november 2013                             | Engeland – Duitsland                         | 0 – 1                                        | Vriendschappelijk                            |                                              |
| 37.                                          | 5 maart 2014                                 | Duitsland – Chili                            | 1 – 0                                        | Vriendschappelijk                            |                                              |
| 38.                                          | 1 juni 2014                                  | Duitsland – Kameroen                         | 2 – 2                                        | Vriendschappelijk                            |                                              |
| 39.                                          | 6 juni 2014                                  | Duitsland – Armenië                          | 6 – 1                                        | Vriendschappelijk                            |                                              |
| 40.                                          | 16 juni 2014                                 | Duitsland – Portugal                         | 4 – 0                                        | WK 2014                                      |                                              |
| 41.                                          | 21 juni 2014                                 | Ghana – Duitsland                            | 2 – 2                                        | WK 2014                                      |                                              |
| 42.                                          | 26 juni 2014                                 | Verenigde Staten – Duitsland                 | 0 – 1                                        | WK 2014                                      |                                              |
| 43.                                          | 30 juni 2014                                 | Duitsland – Algerije                         | 2 – 1                                        | WK 2014                                      |                                              |
| 44.                                          | 4 juli 2014                                  | Frankrijk – Duitsland                        | 0 – 1                                        | WK 2014                                      |                                              |
| 45.                                          | 8 juli 2014                                  | Brazilië – Duitsland                         | 1 – 7                                        | WK 2014                                      |                                              |
| 46.                                          | 13 juli 2014                                 | Argentinië – Duitsland                       | 0 – 1                                        | WK 2014                                      |                                              |
| 47.                                          | 7 september 2014                             | Duitsland – Schotland                        | 2 – 1                                        | Kwalificatie EK 2016                         |                                              |
| 48.                                          | 11 oktober 2014                              | Polen – Duitsland                            | 2 – 0                                        | Kwalificatie EK 2016                         |                                              |
| 49.                                          | 14 oktober 2014                              | Duitsland – Ierland                          | 1 – 1                                        | Kwalificatie EK 2016                         |                                              |
| 50.                                          | 14 november 2014                             | Duitsland – Gibraltar                        | 4 – 0                                        | Kwalificatie EK 2016                         |                                              |
| 51.                                          | 29 maart 2015                                | Georgië – Duitsland                          | 0 – 2                                        | Kwalificatie EK 2016                         |                                              |
| 52.                                          | 13 juni 2015                                 | Gibraltar – Duitsland                        | 0 – 7                                        | Kwalificatie EK 2016                         |                                              |
| 53.                                          | 4 september 2015                             | Duitsland – Polen                            | 3 – 1                                        | Kwalificatie EK 2016                         |                                              |
| 54.                                          | 7 september 2015                             | Schotland – Duitsland                        | 2 – 3                                        | Kwalificatie EK 2016                         |                                              |
| 55.                                          | 8 oktober 2015                               | Ierland – Duitsland                          | 1 – 0                                        | Kwalificatie EK 2016                         |                                              |
| 56.                                          | 11 oktober 2015                              | Duitsland – Georgië                          | 2 – 1                                        | Kwalificatie EK 2016                         |                                              |
| 57.                                          | 13 november 2015                             | Frankrijk – Duitsland                        | 2 – 0                                        | Vriendschappelijk                            |                                              |
| 58.                                          | 29 mei 2016                                  | Duitsland – Slowakije                        | 1 – 3                                        | Vriendschappelijk                            |                                              |
| 59.                                          | 4 juni 2016                                  | Duitsland – Hongarije                        | 2 – 0                                        | Vriendschappelijk                            |                                              |
| 60.                                          | 12 juni 2016                                 | Duitsland – Oekraïne                         | 2 – 0                                        | EK 2016                                      |                                              |
| 61.                                          | 16 juni 2016                                 | Duitsland – Polen                            | 0 – 0                                        | EK 2016                                      |                                              |
| 62.                                          | 21 juni 2016                                 | Noord-Ierland – Duitsland                    | 0 – 1                                        | EK 2016                                      |                                              |
| 63.                                          | 26 juni 2016                                 | Duitsland – Slowakije                        | 3 – 0                                        | EK 2016                                      | 8'                                           |
| 64.                                          | 2 juli 2016                                  | Duitsland – Italië                           | 1 – 1 (6 – 5 n.s.)                           | EK 2016                                      |                                              |
| 65.                                          | 7 juli 2016                                  | Duitsland – Frankrijk                        | 0 – 2                                        | EK 2016                                      |                                              |
| 66.                                          | 8 oktober 2016                               | Duitsland - Tsjechië                         | 3 – 0                                        | Kwalificatie WK 2018                         |                                              |
| 67.                                          | 11 oktober 2016                              | Duitsland - Noord-Ierland                    | 2 – 0                                        | Kwalificatie WK 2018                         |                                              |
| 68.                                          | 5 oktober 2017                               | Noord-Ierland - Duitsland                    | 1 – 4                                        | Kwalificatie WK 2018                         |                                              |
| 69.                                          | 23 maart 2018                                | Duitsland - Spanje                           | 1 – 1                                        | Vriendschappelijk                            |                                              |
| 70.                                          | 27 maart 2018                                | Duitsland - Brazilië                         | 0 – 1                                        | Vriendschappelijk                            |                                              |
| 71.                                          | 8 juni 2018                                  | Duitsland - Saoedi-Arabië                    | 2 – 1                                        | Vriendschappelijk                            |                                              |
| 72.                                          | 17 juni 2018                                 | Duitsland - Mexico                           | 0 – 1                                        | WK 2018                                      |                                              |
| 73.                                          | 23 juni 2018                                 | Duitsland - Zweden                           | 2 – 1                                        | WK 2018                                      |                                              |
| 74.                                          | 6 september 2018                             | Duitsland - Frankrijk                        | 0 – 0                                        | Nations League Divisie A                     |                                              |
| 75.                                          | 9 september 2018                             | Duitsland – Peru                             | 2 – 1                                        | Vriendschappelijk                            |                                              |
| 76.                                          | 13 oktober 2018                              | Nederland - Duitsland                        | 3 – 0                                        | Nations league divisie A                     |                                              |

Bijgewerkt op 10 september 2018.

## Erelijst
Manchester City
- FA Cup: 2010/11

 Bayern München
- UEFA Champions League: 2012/13, 2019/20
- UEFA Super Cup: 2013, 2020
- FIFA Club World Cup: 2013, 2020
- Bundesliga: 2012/13, 2013/14, 2014/15, 2015/16, 2016/17, 2017/18, 2018/19, 2019/20, 2020/21
- DFB-Pokal: 2012/13, 2013/14, 2015/16, 2018/19, 2019/20
- DFL-Supercup: 2012, 2016, 2017, 2018, 2020

 Duitsland
- FIFA WK: 2014

 Duitsland onder 21
- UEFA EK onder 21: 2009

Individueel
- Fritz Walter Medaille onder 19 (bronzen medaille): 2007
- FIFA FIFPro World XI (tweede elftal): 2016
- FIFA FIFPro World XI (derde elftal): 2015, 2017
- FIFA FIFPro World XI (vierde elftal): 2014
- FIFA FIFPro World XI (vijfde elftal): 2013
- Bundesliga Elftal van het Seizoen: 2014/15, 2015/16
- UEFA Europees Kampioenschap Team van het Toernooi: 2016
- Duits voetballer van het jaar: 2015/16
- UEFA Elftal van het Jaar: 2016

## Persoonlijk
Boateng is de zoon van een Duitse moeder en een Ghanese vader. Zijn halfbroer Kevin-Prince Boateng is ook profvoetballer, maar hij besloot uit te komen voor Ghana. Boateng is de vader van een tweeling, Soley en Lamia.
Boateng werd in september 2021 door een Duitse rechtbank schuldig bevonden aan de mishandeling van zijn ex-vriendin. Hij kreeg ook een boete opgelegd van 1,8 miljoen euro, wat later verlaagd werd naar 1,2 miljoen euro. Het hooggerechtshof vernietigde later het vonnis, en verwees het terug naar een lagere rechtbank. Uiteindelijk kreeg Boateng in 2024 een voorwaardelijke boete van 200.000 euro opgelegd.